# Hieracium molybdochroum
Hieracium molybdochroum es una especie de planta con flor del género Hieracium, de la familia Asteraceae, orden Asterales.

## Distribución
Hieracium molybdochroum se distribuye por Escocia, Noruega y Suecia.

## Taxonomía
Fue descrita científicamente por Dahlst.